# Eros (nome)
Eros  è un nome proprio di persona italiano maschile.

## Origine e diffusione

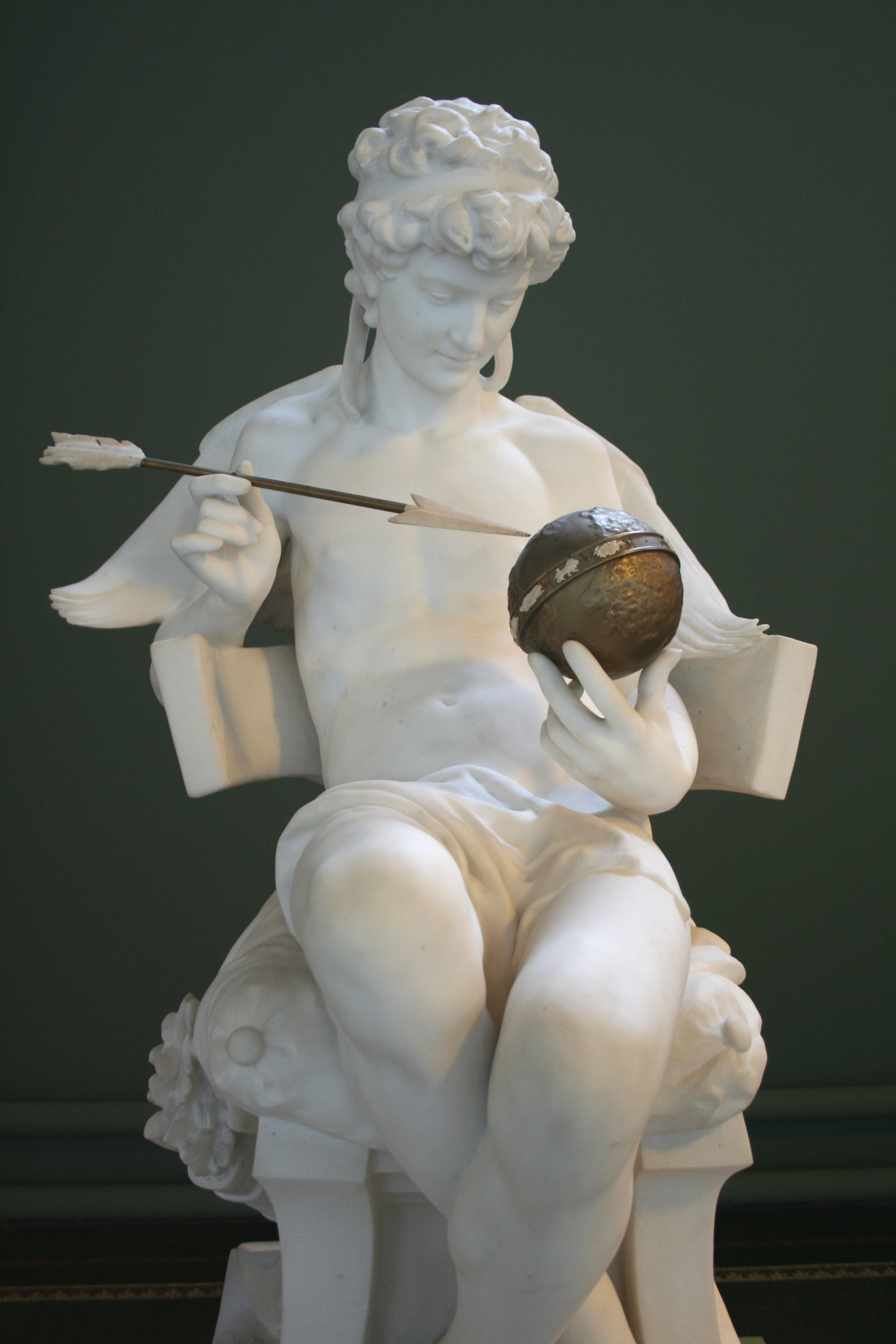
Eros fa girare il mondo secondo il suo piacere, di Claudius Marioton.

Deriva direttamente dal nome e sostantivo greco Ερως (Eros), che vuol dire "amore", che cominciò poi ad essere usato come nome proprio sia presso i greci che presso i romani. Per semantica, è analogo a nomi quali Agape, Venere e Ljubov'.
È portato nella religione greca dal dio dell'amore, Eros, dal quale prende il nome anche l'asteroide 433 Eros. La sua diffusione in Italia è recente, nata come ripresa classica e letteraria del dio greco; è attestato anche in spagnolo e catalano.

## Onomastico
L'onomastico ricorre il 24 giugno in memoria di sant'Eros, martire con i suoi sei fratelli a Satala, in Armenia Minore, sotto Massimiano.

## Persone

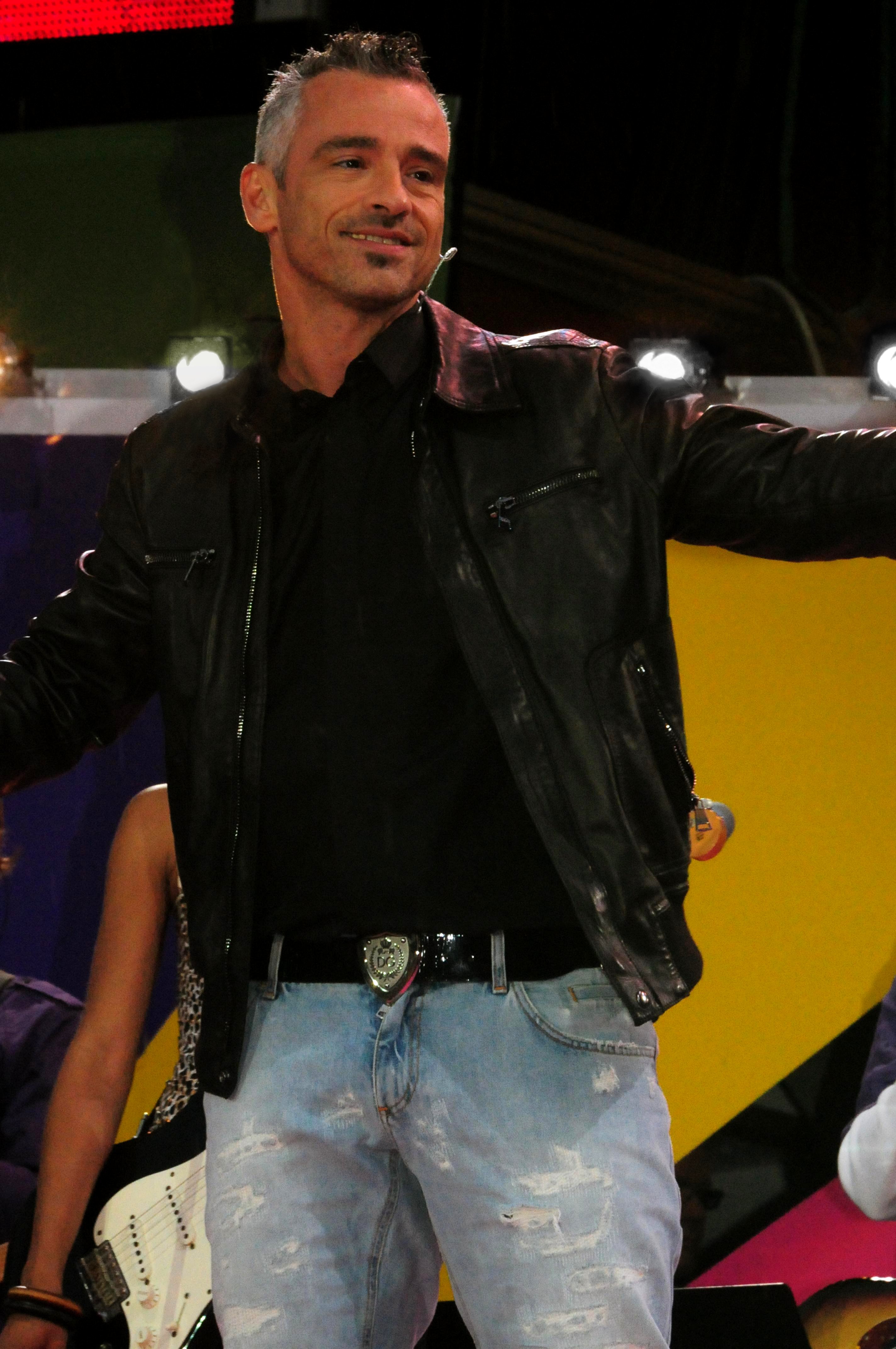
Eros Ramazzotti

- Eros Baccalini, calciatore italiano
- Eros Bacciucchi, artista italiano
- Eros Baldissera, orientalista italiano
- Eros Beraldo, allenatore di calcio e calciatore italiano
- Eros Buratti, cestista italiano
- Eros Capecchi, ciclista su strada italiano
- Eros Fassetta, calciatore italiano
- Eros Francescangeli, storico italiano
- Eros Galbiati, attore italiano
- Eros Macchi, regista italiano
- Eros Pagni, attore e doppiatore italiano
- Eros Pérez, calciatore cileno
- Eros Pisano, calciatore italiano
- Eros Poli, ciclista su strada e dirigente sportivo italiano
- Eros Puglielli, regista italiano
- Eros Ramazzotti, cantautore italiano
- Eros Renzetti artista italiano
- Eros Riccio, scacchista italiano
- Eros Schiavon, calciatore italiano
- Eros Sciorilli, direttore d'orchestra, compositore e pianista italiano
- Eros Sequi, poeta, scrittore, traduttore e storico della letteratura italiano
- Eros Vlahos, attore e comico britannico